# Xanthorhoe obsoleta
Xanthorhoe obsoleta là một loài bướm đêm trong họ Geometridae.